# Astyanax novae
Astyanax novae, popularmente conhecida como lambari, é uma pequena espécie de peixe de água doce da família dos caracídeos (Characidae). Trata-se de uma espécie pouco estudada, cuja biologia é sobremaneira desconhecida. É endêmico do Brasil, onde ocorre em alguns estados.

## Nome
O nome popular lambari, segundo o Dicionário Histórico das Palavras Portuguesas de Origem Tupi (DHPT), tem origem controversa. Provavelmente originou-se do tupi arawe'ri, o nome dado a vários peixes da família dos caracídeos, através araberi > *arambari > *alambari > lambari. Foi registrado em 1749 como lambare, em 1914 como lambarys e 1928 como lambarí.

## Taxonomia e sistemática
Astyanax novae foi descrita por Carl H. Eigenmann em 1911. Faz parte do gênero Astyanax, que até recentemente pertencia à família dos caracídeos (Characidae), subfamília dos estetaprioníneos (Stethaprioninae), e agora foi reclassificado na família dos acestrorranfídeos (Acestrorhamphidae), subfamília dos acestrorranfíneos (Acestrorhamphinae).  Astyanax novae foi originalmente descrito como variedade de Astyanax bimaculatus, mas em publicações mais recentes foi reconhecido como espécie distinta. Sugere-se que exista material de A. novae incorretamente identificado como A. bimaculatus e A. lacustris.

## Descrição
Astyanax novae é uma espécie de porte diminuto, alcançando até 3,3 centímetros de comprimento-padrão. Apresenta corpo comprimido lateralmente, escamas prateadas com possível reflexo dourado e faixa lateral prateada distinta.

## Distribuição e habitat
Astyanax novae habita riachos de águas claras e correntes moderadas e vive em zonas bentopelágicas de água doce em áreas tropicais, nos biomas da Amazônia e Cerrado. É uma espécie endêmica do Brasil e distribuiu na bacia do rio Preto, no noroeste do estado da Bahia, e na bacia do rio Tocantins, na região do Jalapão e Estreito, nos estados de Goiás, Tocantins e Maranhão. Sua presença em ambas as bacias está associada à existência de intercomunicação entre as águas do rio Sapão, pertencente à bacia do São Francisco, e dos rios Galheiros e Novo, pertencentes à bacia do Tocantins. De acordo com a Coleção Ictiológica do Museu Nacional (MNRJ 34250, 34251, 34252, 34253, 34354, 37923), a espécie foi registrada na bacia do rio Xingu. Outras bacias onde a espécie ocorre são a do Araguaia e Alto Parnaíba, em Mato Grosso e Pará.

## Biologia e ecologia
Astyanax novae é uma espécie pouco estudada. Presume‐se que apresenta ecologia semelhante a outros tetras de pequena porte, alimentando‐se de pequenos invertebrados aquáticos e matéria vegetal em suspensão.

## Conservação
A União Internacional para a Conservação da Natureza (UICN) classifica Astyanax novae como uma espécie pouco preocupante (LC), em decorrência de sua ampla distribuição e abundância em seus habitats. Pode ser eventualmente afetado pela presença da Usina Hidrelétrica de Estreito, mas ameaças diretas à sua conservação não são conhecidas. Em 2018, foi classificada como pouco preocupante (LC) no Livro Vermelho da Fauna Brasileira Ameaçada de Extinção do Instituto Chico Mendes de Conservação da Biodiversidade (ICMBio). Em sua área de distribuição, ocorre em algumas áreas de conservação: a Estação Ecológica da Serra Geral do Tocantins (ESEC Serra Geral do Tocantins), a Área de Proteção Ambiental do Rio Preto (APA Rio Preto), a Área de Proteção Ambiental do Jalapão (APA Jalapão), a Área de Proteção Ambiental de Pouso Alto (APA Pouso Alto), o Parque Estadual do Jalapão (PE Jalapão) e a Terra Indígena Avá-Canoeiro (TI Avá-Canoeiro).